# Europa Universalis
Europa Universalis es un videojuego de estrategia creado por la compañía Paradox Interactive, basado en un juego de mesa francés del mismo nombre creado por Philippe Thibault. El programador principal fue Johan Andersson.

## Mecánica de Juego
El juego permite al jugador controlar una de siete naciones europeas (otras están disponibles según los escenarios) desde el período comprendido entre el Descubrimiento de América y el inicio de la Revolución Francesa -de 1492 a 1792-. El juego se desarrolla sobre un mapa dividido en aproximadamente 1500 provincias y el formato es tiempo real pausable. En el juego se controlan los distintos aspectos de un país, desde la diplomacia hasta la economía, pasando por la guerra y la investigación científica. No debe confundirse aquí "juego de guerra" con "juego de estrategia". En Europa Universalis la guerra es otro elemento más para lograr la consecución de los fines marcados, pero no el único. Una guerra prolongada -incluso aunque se concluya con éxito- suele generar más daños al país que beneficios. Saber encontrar el equilibrio entre todos los -múltiples- aspectos que el juego deja en manos del jugador es una de las claves de la victoria.

## Recepción
Europa Universalis recibió críticas "generalmente favorables" según el sitio web de reseñas Metacritic